# Hypnotize (píseň)
„Hypnotize“ je singl amerického rappera The Notorious B.I.G., který pochází z jeho druhého alba Life After Death. Píseň byla vydána jako úvodní singl z alba 13. prosince 1996. Na první pozici v žebříčku Billboard Hot 100 se udržela tři týdny.
Jde o jeho první singl, který se umístil na vrcholu hiparády Billboard Hot 100 po jeho předčasné smrti v březnu 1997. Vrcholu dosáhl 3. května 1997. Píseň byla nominovaná na cenu Grammy.

## O písni
Hudbu produkovali Puff Daddy, D-Dot a Amen-Ra - jako tým producentů - The Hitmen. Použili sample písně "Rise" od Herba Alperta. Refrén zpívá skupina Total, avšak se statutem "uncredited".

## Tracklist
1. Hypnotize (Radio Mix) (4:05)
2. Hypnotize (Instrumental) (3:59)
3. Hypnotize (Album Version) (5:32)

## Mezinárodní žebříčky
| Země                            | Umístění |
| ------------------------------- | -------- |
| Kanada (Canadian Hot 100)       | 3        |
| Spojené království (UK Singles) | 10       |
| US Hot 100                      | 1        |
| US Hip Hop                      | 1        |
| US Rap                          | 1        |

| "Can't Nobody Hold Me Down" od Puff Daddy ft. Mase | "Hypnotize" US Billboard Hot 100 #1 hity 3. května ~ 23. května 1997 | "MMMBop" od Hanson |